# منصورآباد (مجدآباد)
منصورآباد روستایی در دهستان مجدآباد بخش مرکزی شهرستان مرودشت استان فارس ایران است.

## جمعیت
بر پایه سرشماری عمومی نفوس و مسکن در سال ۱۳۹۵ جمعیت این مکان ۹۵ نفر (۳۰خانوار) بوده‌است.